# 서산 보원사지 법인국사탑비
서산 보원사지 법인국사탑비(瑞山 普願寺址 法印國師塔碑)는 대한민국 충청남도 서산시에 위치한 보원사지에 있는, 고려시대의 승려 법인국사 탄문을 기리는 탑비이다. 서산 보원사지 법인국사탑과 나란히 서 있다. 1963년 1월 21일 대한민국의 보물 제106호로 지정되었다.

## 개요
보원사는 고란사라고도 하며, 이 절에 관한 역사는 알려지지 않고 있으나, 주변에 담아있는 유물들을 볼 때 규모가 큰 사찰이었음을 알 수 있다.
비받침인 귀부(龜趺)는 거북모양이나, 머리는 여의주를 물고 있는 용의 모습으로, 목은 앞으로 빼고 콧수염은 뒤로 돌아 있으며 눈은 크게 튀어 나와 있다. 등 위에는 3단받침을 하고 비를 얹었으며, 비머리는 네 귀퉁이에서 안쪽을 바라보는 용을 새기고, 앞·뒷면에는 구름무늬를 조각하였다.
비문에 의하면, 법인국사(法印國師)는 광종 25년(974)에 국사(國師)가 되었고, 이듬해에 입적하였으며, 비는 경종 3년(978)에 세웠음을 알 수 있다. 거대하고 웅장하나 조각기법이 형식에 치우친 감이 있다.

## 사진

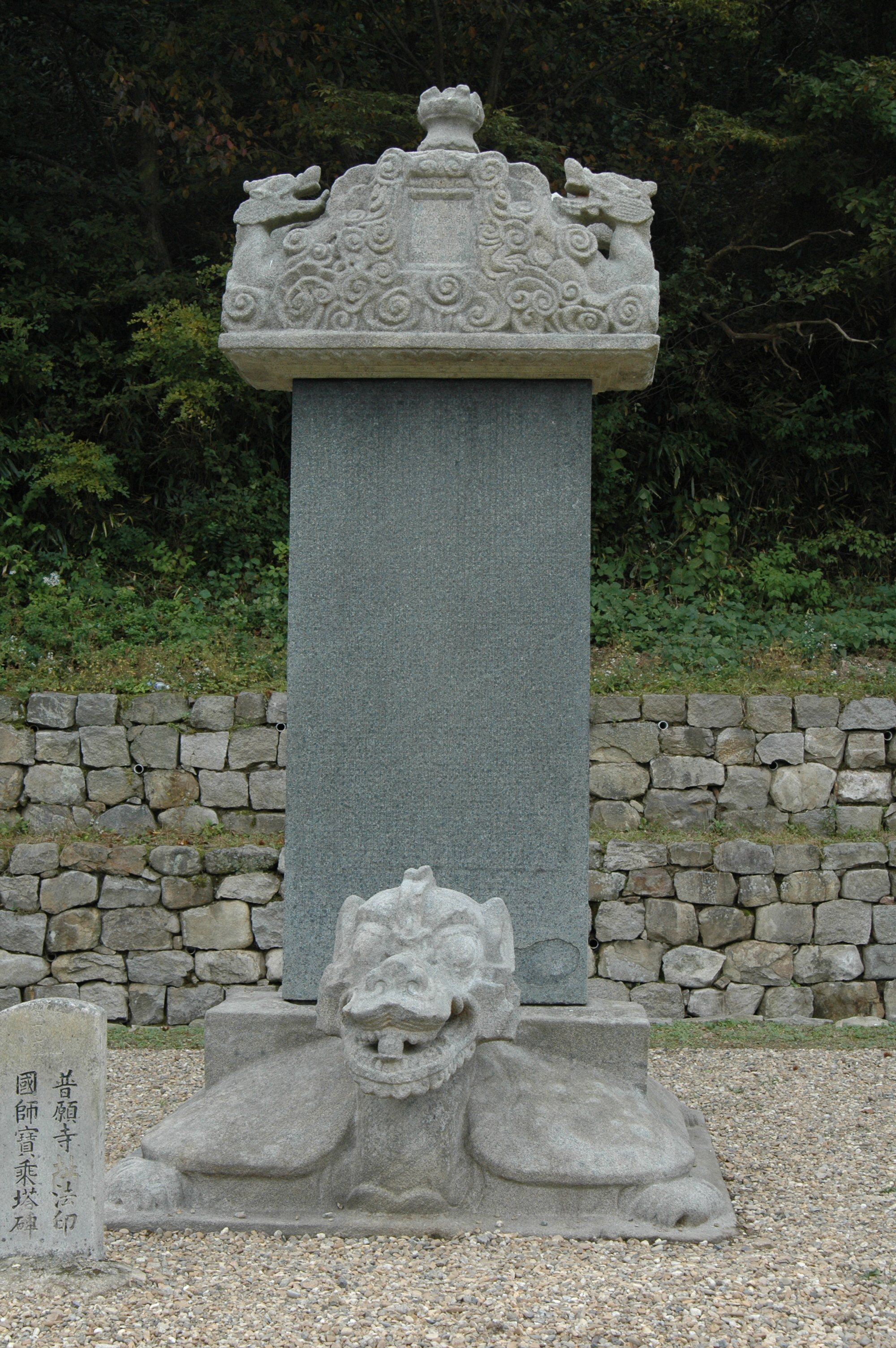

## 같이 보기
- 탄문
- 서산 보원사지 - 사적 제316호
- 서산 보원사지 법인국사탑 - 보물 제105호

## 참고 자료
- 서산 보원사지 법인국사탑비 - 국가유산청 국가유산포털